# Tama edwardsi
Tama edwardsi là một loài nhện trong họ Hersiliidae. Chúng được miêu tả năm 1846 bởi Lucas.